# 제카 (프로게이머)
제카(본명: 김건우, 2002년 11월 28일 ~ )는 대한민국의 리그 오브 레전드 프로게이머로 포지션은 미드라이너이다. 아이디는 Zeka이다. 현재 한화생명 e스포츠 소속이다.

## 선수 생활
2020 시즌을 앞두고 비시 게이밍에 입단하면서 프로 커리어를 시작했다. 스프링 시즌 포지의 서브 선수로 활동했다. 서머 시즌에서는 팀의 주전으로 출전하면서 좋은 모습을 보여주었다.
2021 시즌을 앞두고 BLG 핑안은행에 입단했다. 스프링 시즌에서는 기복이 있는 모습을 보여주었다. 서머 시즌에서는 주전 미드라이너로 활동하였다. 서머 시즌 동안 폼이 오른 모습을 보여주면서 팀의 포스트시즌 진출에 기여했다. 2021 시즌 종료 후 팀에서 퇴단했다.
2022 시즌을 앞두고 DRX에 입단했다. 입단 이후 바로 팀의 주전 미드라이너로 낙점을 받았다. 스프링 시즌 동안에는 기복이 있는 모습을 보여주었지만 서머 시즌 동안에는 각종 지표에서 상위권을 달성하면서 팀의 믿을맨으로 자리를 잡았다. 월즈 선발전 기간 동안에도 안정적인 모습을 보여주면서 팀의 월즈 진출에 기여했다. 리그 오브 레전드 월드 챔피언십 2022에 참가히였으며 팀의 주전 미드라이너로 낙점되었다. 월즈 기간 동안 제카는 샤오후, 나이트, 스카웃, 쵸비 등 쟁쟁한 미드라이너들을 상대로 우세를 점하고 승리를 기록하는 도장깨기의 모습을 보여주었으며 결승전에서도 페이커가 있는 T1을 상대로 3-2로 승리를 하면서 첫번째 월즈 우승을 달성했다. 2022 시즌 종료 후 FA가 되면서 팀에서 퇴단했다.
2023 시즌을 앞두고 한화생명 e스포츠에 입단했다.

## 소속팀
| # | 팀명             | 소속 기간               | 소속 리그 | 비고 |
| - | ---------------- | ----------------------- | --------- | ---- |
| 1 | 비시 게이밍      | 2019.12.17 ~ 2020.11.17 | LPL       |      |
| 2 | BLG 핑안은행     | 2020.12.16 ~ 2021.11.19 | LPL       |      |
| 3 | DRX              | 2021.12.04 ~ 2022.11.22 | LCK       |      |
| 4 | 한화생명 e스포츠 | 2022.11.25 ~            | LCK       |      |

## 수상 내역
- 리그 오브 레전드 월드 챔피언십 2022 우승
- 2022 LCK 어워드  올해의 선수
- 2022 LCK 어워드 포지션별 올해의 선수